# Comida de Gigantes
Comida de Gigantes es el episodio N.º 21 de la serie de TV "Los Sábados Secretos",y el episodio N.º 8 de su 2.ª temporada.

## Sinopsis
El episodio Comienza con un primer plano a la casa de la familia sábado, donde se encuentran Doyle y Abbey jugando un videojuego.
Zak al sentirse excluido debido a que Doyle está muy distraído en su relación con abbey, después de eso Doc recibe una llamada de unos leñadores afirmando haber visto a un Cryptid de tamaño gigantesco.Después de esto la familia sábado va al lugar del avismiento y según el testimonio de la única leñadora encontrada, afirma que se trata de un Allewgi un miembro de una raza de gigantes caníbales que viven en las montañas Canadienses.Cuando Abbey sale a confirmar que esa zona de tierras es segura dice haberse encontrado con el dueño de esas tierras y haber desubierto que esa zona es ilegal para la tala de árboles.
Cuando la familia sale a buscar al dueño se encuentran con una serie de trampas colocadas en el piso(en las cuales después también cae el dueño) y que ninguna de sus armas funciona.Al ver en el piso notan un Videofono en donde está Van rook afirmando que el y su aprendiz colocaron esas trampas, después de que todos sospechan de Doyle se llevan una desgarradora sorpresa...que Abbey es la nueva aprendiz de Van Rook y que ella los iba a deja allí para que el Allewgi los devorara.Cuando el Allewgi aparece y le da un golpe a Abbey que hace que se desmaye, el Allewgi los libera de sus trampas para que corran y sean presas dignas para el(esto se debe a su instinto depredador), después de eso la familia tendrá que escapar del Allewgi, rescatar a los demás leñadores y llevar a su enemiga a cuestas para poder sobrevivir.